# Abaniella
Abaniella (en eonaviego, Abanieḷḷa) es una aldea perteneciente a la parroquia de Villaverde, en el concejo de Allande, comarca del Narcea, Principado de Asturias, España.